# Selva, Mallorca
Selva là một đô thị trên đảo Mallorca, thuộc quần đảo Baleares, Tây Ban Nha. Dân số khoảng 3.000 người.